# ハートブレイクホテル
ハートブレイクホテル (原題:Heartbreak Hotel) クリス・コロンバスが脚本・監督を務め、デヴィッド・キースとチューズデイ・ウェルドが主演する1988年のアメリカ合衆国のコメディ映画である。1972年を舞台に、エルヴィス・プレスリーにまつわる数々の「伝説」のうち、架空の誘拐事件と、その後の退廃からの贖罪を扱った物語である。テキサス州のオースティンにある、ジョン・ヘンリー・フォークの旧邸宅「グリーン・パスチャーズ」でロケが行われた。

## ストーリー
1972年、シングルマザーと2人の子供（10代の息子と9歳の娘）が下宿を営んでいるところから物語は始まる。ある日、母親が交通事故で怪我をし入院してしまう。そんな母親への誕生日プレゼントとして、息子と息子が入っているバンドは、母の大好きな歌手 エルヴィス・プレスリーを誘拐するために、母のピンク・キャデラックをオハイオ州のクリーブランドまで運転する。すると彼はエルヴィスの母親によく似た地元のピザ屋の店主にエルヴィスの母の幽霊のふりをして気を紛らわせエルヴィスにクロロホルムを飲ませる。エルヴィスは下宿先で目を覚ますが、彼と少年は最初うまくいかなかった。少年はエルヴィスを見下し、ベガスに売られたと非難する。しかし、少年とエルヴィスは互いに分かり合い友人となる。エルヴィスは、高校のタレントショーで少年のバンドと「ハートブレイク・ホテル」を演奏しこの物語は幕を閉じる。

## 評価
この映画は賛否両論ある評価を受け、現在は13のレビューに基づきRotten Tomatoesで38％の評価を得ている。
ニューヨーク・タイムズのジャネット・マスリンは、「『ベビーシッター・アドベンチャー』を監督し、『グレムリン』や『グーニーズ』などの脚本を手がけたコロンバス氏は、このアイデアをうまく設定したが、どこでやめるべきか見当もつかなかった」と述べている。ジョニー、彼の母、マリー、そしてエルヴィス自身にさえも、自己改善の奇跡的な偉業をもたらそうとするとのこと。
一方、ワシントン・ポストのリタ・ケンプリー記者は、「こんなフルーティな脚本なら、オーバーアクションやキャスト選びのミス（ジェイ・レノなら完璧だっただろうが）なんかどうでもいいじゃないか」と書いた。エルヴィスを演じるのは、ケネディを演じるようなものでほとんど不可能だ。とした。

## 音楽
映画に含まれる曲のほとんどは映画が架空のものであるにもかかわらず実際のエルヴィス・プレスリーの録音であり、デヴィッド・キースとチャーリー・シュラッターが1968年のテレビ特別録音のスタイルでタイトルトラックを演奏している。